# Up All Night: Live in 2025

Up All Night es la tercera gira musical de la cantante estadounidense Jennifer Lopez. Esta gira la está haciendo para conectar con sus fanáticos internacionales y está recorriendo países de África, Europa y Asia.
La gira fue anunciada el 7 de abril de 2025 a través de las redes sociales de Jennifer.

## Antecedentes y Desarrollo
Después de la cancelación en 2024 de su gira This is Me, que la llevaría a recorrer Estados Unidos, a su vez de su divorcio con el actor Ben Affleck, Jennifer Lopez anunció el regreso a los escenarios, fortaleciendo el vínculo con su público y reivindicando la fuerte imagen que tiene ante el público como representante de la imagen de la mujer latina.
Durante el receso que la cantante tomó para reencontrarse consigo misma, con su familia y con su imagen profesional y después del lanzamiento de This Is Me... Now y su película homónima, hubo rumores de un nuevo trabajo discográfico o una nueva gira musical, los cuales concluyeron con el anuncio de esta gira que la llevará por países como España e Italia.
El 9 de abril de 2025 se anunció que López presentará la más reciente edición de los Premios American Music donde además hará una presentación en vivo.

## Fechas
| Fecha (2025) | Ciudad         | País                   | Recinto                             |
| ------------ | -------------- | ---------------------- | ----------------------------------- |
| África       |                |                        |                                     |
| 4 de julio   | Sharm el-Sheij | Egipto                 | Rixos Radamis                       |
| Europa       |                |                        |                                     |
| 8 de julio   | Pontevedra     | España                 | Parque de Tafisa                    |
| 10 de julio  | Cádiz          | España                 | Estadio Mirandilla                  |
| 11 de julio  | Málaga         | España                 | Estadio Ciudad de Málaga            |
| 13 de julio  | Madrid         | España                 | Movistar Arena                      |
| 15 de julio  | Barcelona      | España                 | Palau Sant Jordi                    |
| 16 de julio  | Bilbao         | España                 | Bizkaia Arena                       |
| 18 de julio  | Tenerife       | España                 | Puerto de Santa Cruz                |
| 20 de julio  | Budapest       | Hungría                | MVM Dome                            |
| 21 de julio  | Lucca          | Italia                 | Mura Storiche                       |
| 23 de julio  | Antalya        | Turquía                | Regnum Carya Resort Hotel           |
| 25 de julio  | Varsovia       | Polonia                | Estadio Nacional de Varsovia        |
| 27 de julio  | Bucarest       | Rumania                | Piata Constituei                    |
| Asia         |                |                        |                                     |
| 29 de julio  | Abu Dabi       | Emiratos Árabes Unidos | Etihad Arena                        |
| 1 de agosto  | Astaná         | Kazajistán             | Astana Arena                        |
| Europa       |                |                        |                                     |
| 3 de agosto  | Ereván         | Armenia                | Estadio Republicano Vazgen Sargsyan |
| 5 de agosto  | Estambul       | Turquía                | Yenikari Festival Park              |
| Asia         |                |                        |                                     |
| 7 de agosto  | Taskent        | Uzbekistán             | Estadio Bunyodkor                   |
| 10 de agosto | Kazán          | Rusia                  | Estadio Central                     |